# طوفان زمستانی

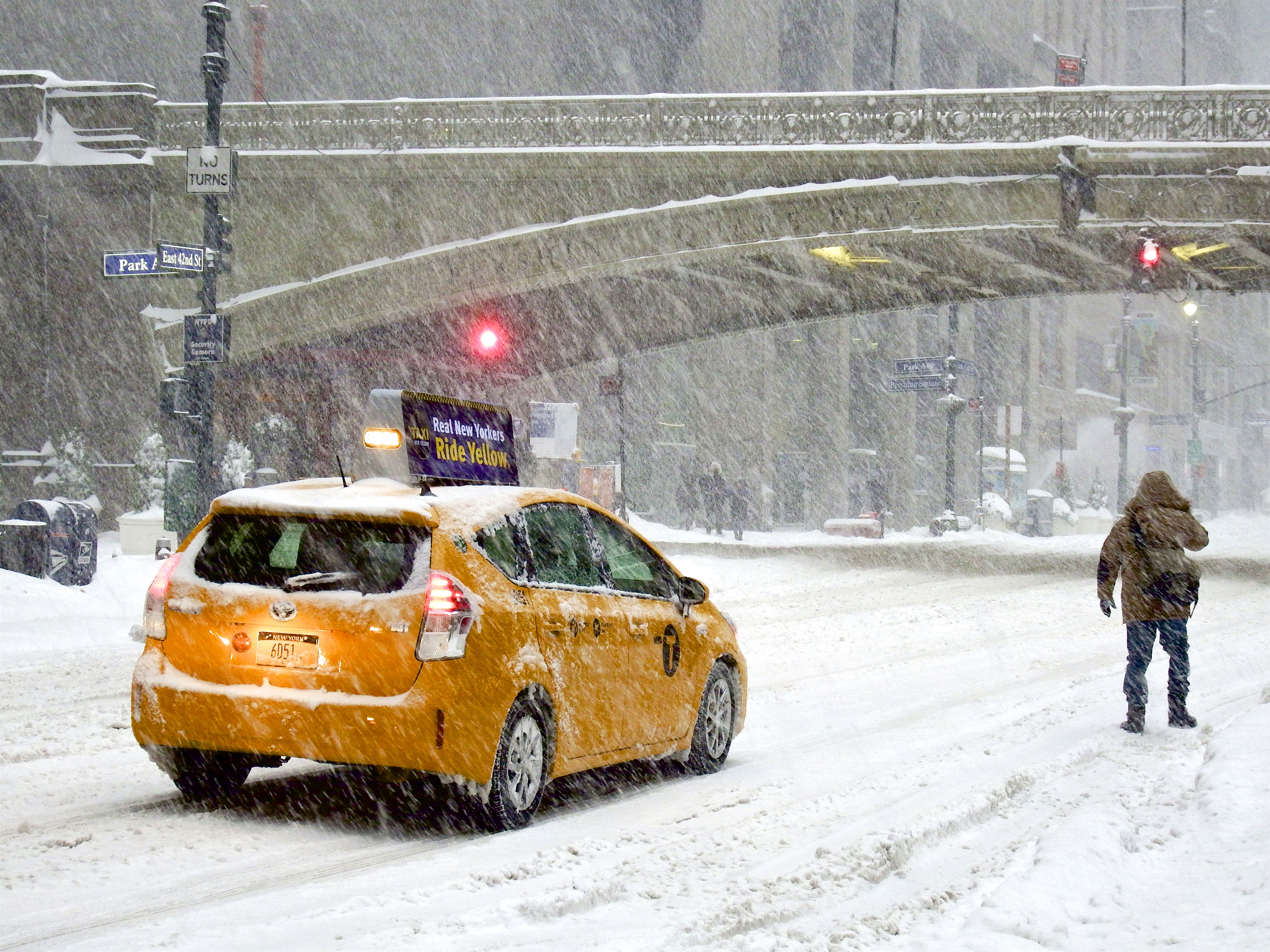
بارش برف شدید و بادهای شدید در طول یک کولاک در سال ۲۰۱۶، نیویورک

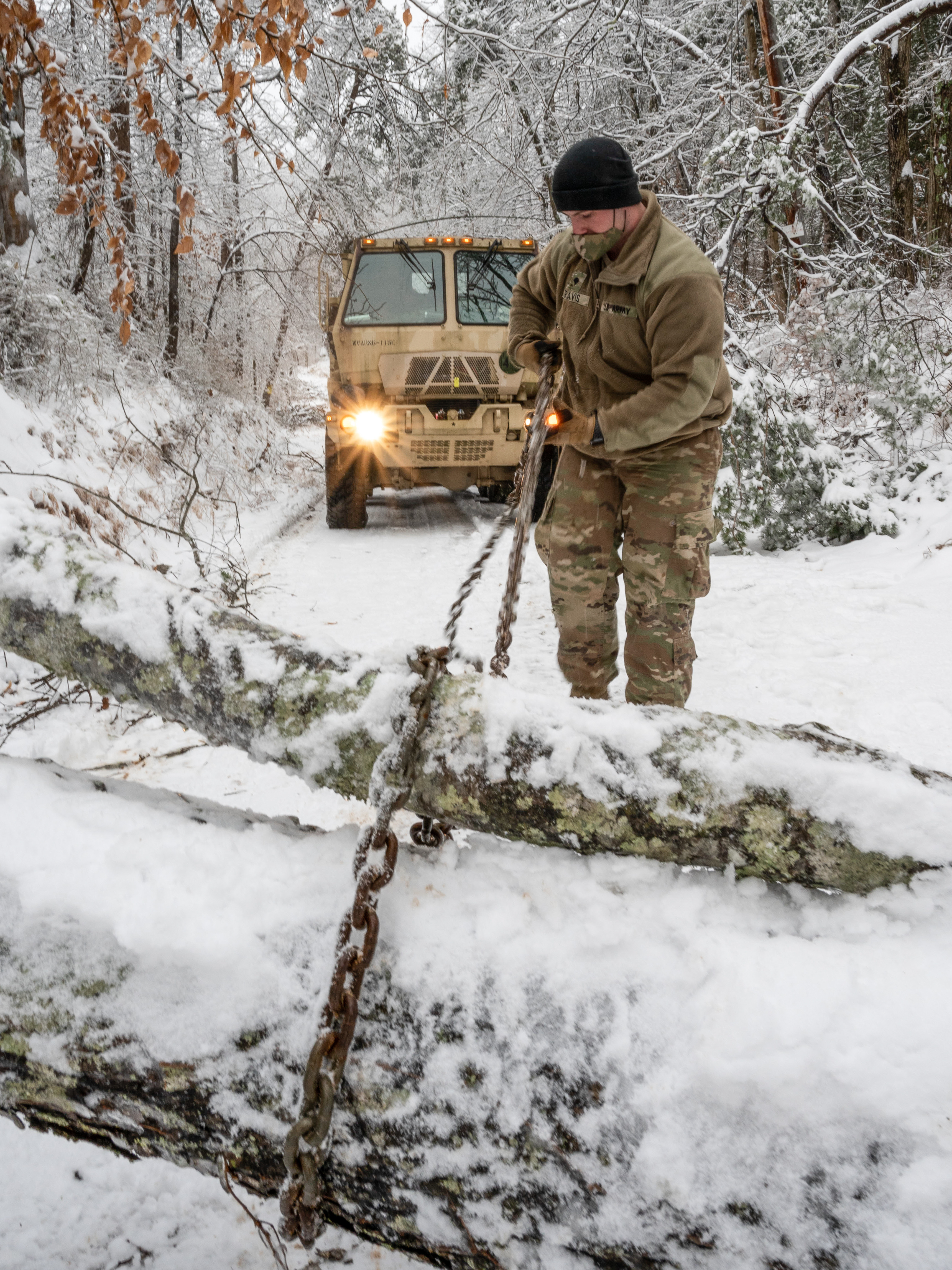
اعضای گارد ملی پس از طوفان زمستانی فوریهٔ ۲۰۲۱ در شهرستان پاتنم، جاده‌ای از درختان افتاده را پاک می‌کنند، ویرجینیای غربی

طوفان زمستانی (انگلیسی: Winter storm) رویدادی است که در آن باد با انواع بارندگی که تنها در دمای انجماد رخ می‌دهد، مانند برف، برف‌باران مختلط یا باران منجمد همزمان می‌شود. در آب و هوای معتدل قاره‌ای، این طوفان‌ها لزوماً محدود به فصل زمستان نیستند، اما ممکن است در اواخر پاییز و اوایل بهار نیز رخ دهند. طوفان برفی با بادهای شدید و دیگر شرایط مطابق با معیارهای خاص، کولاک نامیده می‌شود.